# Dimitrie Marmeliuc
Dimitrie Marmeliuc (n. 20 octombrie 1886, Liteni, Ducatul Bucovinei, Austro-Ungaria – d. 1 noiembrie 1970, București, România) a fost un filosof, istoric, folclorist, scriitor și om politic român originar din Bucovina austriacă, militant activ pentru unirea acestei regiuni cu Regatul României.

## Biografie
Marmeliuc s-a născut în Liteni, în acea vreme parte a Austro-Ungariei. A absolvit liceul din Suceava în anul 1906, unde s-a remarcat ca un elev strălucit. În anul 1912 a dobândit licența secției de studii clasice în cadrul Universității din Viena, iar în 1915 a devenit doctor în litere în cadrul aceleiași universități. În timpul studenției s-a remarcat ca membru al societății Junimea. Până la izbucnirea Primului Război Mondial, Marmeliuc a lucrat ca profesor în Cernăuți și în Câmpulung Moldovenesc.
În anul 1915, Marmeliuc se mută în Vechiul Regat, fiind angajat la Biblioteca Academiei Române. Se remarcă ca militant pentru intrarea României în război de partea Antantei, pentru a recupera teritoriile românești aflate sub ocupație străină. În 1916, o dată cu intrarea României în război, se înrolează voluntar în armată, urmând cursurile Şcolii de Ofiţeri de la Botoşani. Pleacă pe front, fiind rănit în luptele de la Mărăşeşti şi decorat. Marmeliuc a jucat un rol proeminent în unirea Bucovinei cu România.
A fost secretar de stat al Apărării Naţionale, senator şi deputat, primar al Cernauţiului între anii 1933 și 1938. În timpul său s-a dezvoltat orașul, cea mai remarcabilă fiind dotarea orașului cu un sistem de troleibuze.
A fost profesor la Catedra de limba şi literatura elenă la Universitatea din Cernăuţi, apoi, după ocupația sovietică a Bucovinei de Nord, la Bucureşti. Din cauza presiunilor comuniste, Marmeliuc a fost transferat între anii 1952-1966 la Institutul de Lingvistică al Academiei Române, în calitate de cercetător.
Dimitrie Marmeliuc a decedat la data de 1 noiembrie 1970, la București, la vârsta de 84 de ani.

## Premii
- Ordinul „Coroana României” în grad de comandant
- Ordinul Steaua Republicii Populare Române în grad de comandant
- Ordinul Sfântului Ferdinand în grad de ofițer
- Legiunea de Onoare